# David Zwirner
David Zwirner, född 23 oktober 1964 i Köln i Tyskland, är en tysk-amerikansk konsthandlare.
David Zwirner är son till konsthandlaren Rudolf Zwirner och Ursula Zwirner. Han växte upp i Köln i samma hus där fadern hade sitt konstgalleri. Han gick i Walden School i New York efter gymnasiet och utbildade sig i jazzmusik på New York University. Han arbetade därefter i Hamburg i Tyskland som granskare av musikdemos för skivbolaget PolyGram. Han flyttade till USA i början av 1990-talet och arbetade där för konsthandlaren Brooke Alexander.
Han öppnade 1993 David Zwirner Gallery i SoHo i New York, som också har filialer i London (sedan 2012) och Hongkong.
Mellan 2000 och 2009 var David Zwirner också partner till Iwan Wirth i Zwirner & Wirth, ett konstgalleri i New Yorks Upper East Side, vilket var inriktat på försäljningar till enskilda konstsamlare. 
David Zwirner är gift med formgivaren av väskor och accessoarer Monica Seeman. Paret har tre barn.